# Ceanothus integerrimus
Espèce
Classification phylogénétique
Ceanothus integerrimus est une espèce de plantes à fleurs du genre des céanothes et de la famille des rhamnacées.